# Maloschuika
Maloschuika (russisch Малошуйка) ist eine Siedlung städtischen Typs in Nordwestrussland. Der Ort gehört zur Oblast Archangelsk und hat 2886 Einwohner (Stand 14. Oktober 2010). Er befindet sich im Rajon Onega.

## Geographie
Maloschuika befindet sich etwa 176 Kilometer südwestlich der Oblasthauptstadt Archangelsk. Die nächstgelegene Stadt Onega liegt etwa 38 Kilometer nordöstlich von Maloschuika und ist zugleich administratives Zentrum des Rajon. Durch die Siedlung verläuft der gleichnamige Fluss Maloschuika, der etwa sieben Kilometer nördlich der Siedlung in die Onegabucht des Weißen Meeres mündet.

## Geschichte
Maloschuika entstand Ende der 1930er Jahre beim Bau der Eisenbahnstrecke Oboserski – Soroka (heute Belomorsk). Den Namen erhielt die Station nach dem gleichnamigen etwa 4 Kilometer nördlich gelegenen Dorf, das heute den Namen Abramowskaja (Абрамовская) trägt. Im Jahr 1943 wurde Maloschuika der Status einer Siedlung städtischen Typs verliehen. 1949 (nach anderen Angaben 1955) wurde die Maloschuikaer Schmalspureisenbahn (Малошуйская узкоколейная железная дорога), welche von Häftlingen erbaut worden war, eröffnet. Bis zum Jahr 1970 führte eine Strecke der Schmalspurbahn südwestlich nach Peringosero (Перингозеро) sowie in die unbewohnte Siedlung Cholmy (Холмы), welche beide der Forstwirtschaft dienten. 1970 wurden diese Schmalspurstrecken demontiert und die Siedlung Peringosero geschlossen. Die zweite südlich verlaufende Strecke wurde ebenfalls zum Holztransport genutzt, erwies sich aber nach dem Bau einer Autostraße als unrentabel und wurde im Jahr 2006 ebenfalls demontiert.

## Einwohnerentwicklung
Die folgende Übersicht zeigt die Entwicklung der Einwohnerzahlen von Maloschuika.
| Jahr | Einwohner |
| ---- | --------- |
| 1959 | 8029      |
| 1970 | 4489      |
| 1979 | 4331      |
| 1989 | 3972      |
| 2002 | 3164      |
| 2010 | 2886      |

Anmerkung: Volkszählungsdaten

## Wirtschaft und Infrastruktur
Maloschuika ist eine Station der Nordeisenbahn auf der Strecke Oboserski – Belomorsk. Der Eisenbahntransport ist ein wichtiger Wirtschaftszweig. Von Maloschuika verkehren Züge in die Richtungen Moskau, Archangelsk und Murmansk. Neben dem Eisenbahnwesen ist die Forstindustrie ein weiterer wichtiger Arbeitgeber der Siedlung.